# スプーンひめのスイングキッチン
スプーンひめのスイングキッチンは、1997年（平成9年）4月から1999年（平成11年）3月まで、NHK教育テレビの幼児向け番組「おかあさんといっしょ」で放送された短編アニメ。放送終了後、2010年（平成22年）度に1年間再放送が行われ、2019年（令和元年）8月14日の「おかあさんといっしょ 60周年スペシャル」と2022年（令和4年）7月28日「LET'S GO!Eテレタイムマシン」のにおいても、1回分の再放送が行われた。ハイビジョン製作。

## 登場キャラクター

### メインキャラクター
スプーンひめ
声 - 潘恵子
本作の主人公であるお姫様。頭に赤いリボンをつけている。カップくんと毎日いっしょに遊んでいる。少々おてんば。
カップくん
声 - 関俊彦
カップで、スプーン姫の友達。持ち手に緑色のリボンをつけており、頭によく飲み物を入れている。礼儀正しいが、スプーンひめの夢の中で反旗を起こしたことがある。
フォーク王子
フォークで、スプーンひめの兄。メインキャラクターであるものの、出番は少ない。

### サブキャラクター
スポンジーヌさん
声 - 関俊彦
スポンジ。スプーンひめの身体を洗ったり、こぼれた飲み物を吸い取ったりする。
ジャムおばさん
イチゴジャムが入った瓶の女性。
ママレードおばさん
マーマレードが入った瓶の女性。
プレートキング
皿。スプーンひめの父親で、ショッキダナーじょうの大王。
ナイフだいじん
ナイフであり、スプーンひめの執事。
カビンポットせんせい
花瓶の医者。カップくんが全身に巻いた白いリボンを包帯と勘違いした。
シュガーポットさん
砂糖入れの男性。カップくんと外見が似ているが、持ち手が左右に二つついている。
フラワーポットさん（うえきばちさん）
植木鉢の男性。かくれんぼ中のカップくんに花を根こそぎ持っていかれ、憤慨していた。
ペッパーたいし　　
胡椒。
ポット婦人
ポット。鼻の部分が注ぎ口になっており、熱湯を吹っかける。

## 設定
- 真夜中に動き出すという設定。主人公（スプーンひめ）が住む国（城）・ショッキダナーじょう（食器棚）を舞台に、スプーンやフォーク、カップなどの食器がキャラクターとなって活躍する物語。
- 声は男性女性ひとりずつで構成されており、スプーンひめ、ジャムおばさん、ポットふじんなどの女性キャラクターは潘恵子が担当。カップくん、フォークおうじ、プレートキング、ナイフだいじんなどの男性キャラクターは関俊彦が担当している。
- 対象年齢は2歳から5歳までで、当時の幼児向けの月刊誌などにたびたび登場。単純なカラー、キャラクターのタッチと幼児にもわかりやすい内容で、また、食器がモチーフというのもあって、食器系を覚えるための教育の一環に持ち出されることがあった。
- 基本的にキャラクターの名前は食器（英語or日本語）＋役職or呼称（日本語）だが、プレートキングのみ英語だけで構成されている。名前の意味を理解しやすいように、一部の幼児向けの月刊誌では「プレートおうさま」という名前になっている。

## 各話リスト
サブタイトルはVHSのパッケージ記載のもので、本編中には表示されない。
- リボンでドレス
- おふろはきらい
- あさのたいそう
- こぼれたミルク
- ナイフのだいめいじん
- みんなおひるね
- ドーナツたべよ
- なわとびぴょん
- おねぼうひめ
- カップくんみーつけた
- バナナでシーソー
- ぺッパーたいしです
- うんどうかい
- スイートポテトをつくろう
- ブルブルをとめて
- グミ・チョコ・パイン
- きねんしゃしんのひ

## 音楽
イメージソング「スプーンひめはきょうもスプーン」
作詞 ： 冬杜花代子 / 作曲・編曲 ： 菊池ひみこ / うた ： 速水けんたろう、茂森あゆみ
挿入歌「ゆめをひとさじ」
作詞 ： 冬杜花代子 / 作曲・編曲 ： 菊池ひみこ / うた ： 速水けんたろう、茂森あゆみ

## スタッフ
- 原作 - たちいりハルコ
- 脚本 - 冬杜花代子
- 音楽 - 菊池ひみこ
- 作画監督・演出・監督 - 福島治
- 共同制作 - NHKエンタープライズ
- 制作・著作 - NHK